# Operacions de la Unió Europea

Des de 2002, la Unió Europea ha intervingut a l'estranger trenta vegades en tres continents diferents.

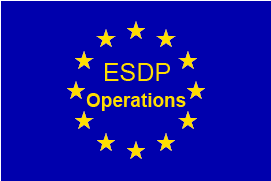
Bandera de les operacions ESDP-PESC

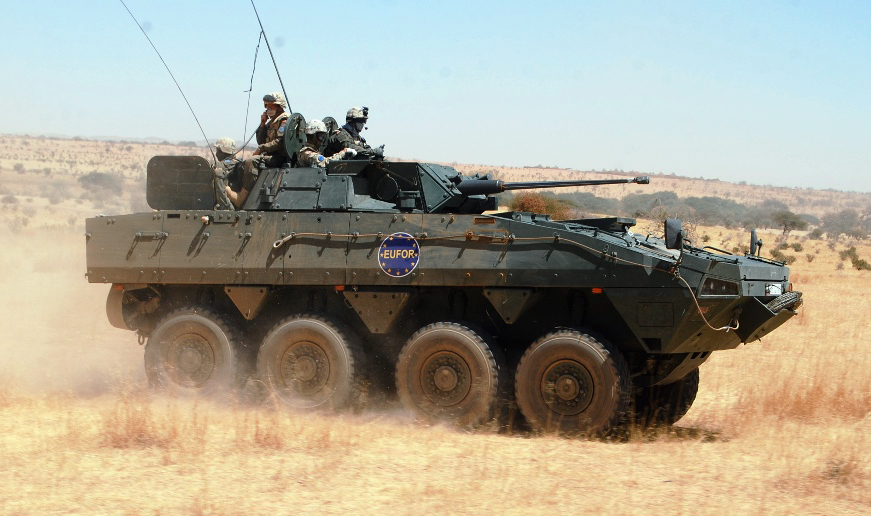
Soldats de la UE a KTO Rosomak al Txad.

Les operacions i missions de la Unió Europea en virtut de la seva Política comuna de seguretat i defensa poden ser de tres tipus: militars, civils o civils-militars.

## Tipologia
Per a les principals categories, la Unió Europea duu a terme operacions de tipus militar amb l'abreviatura "FOR" i missions (més aviat civils). Les missions són en particular:
- missions policials, el "POL";
- missions legals, "LEX" i "JUST" ("estat de dret" i "justícia");
- missions de formació, "TM" (per "training missions");
- missions d'assistència fronterera, BAM ("border assistance mission"),
- la missió d'assessorament militar "MAM", ("military advisory mission"),
- missions observadores, "MM" ("monitoring mission")
- i les missions de creació de capacitat, la CAP ("capacity building mission").

## Operacions en curs

### Operacions militars
| Inici | Zona d'operació          | Nom               | Mandat ONU                      | Nature |
| ----- | ------------------------ | ----------------- | ------------------------------- | --- |
| 2004  | Bòsnia i Hercegovina     | EUFOR Althea      | #Resolució 1575                 | Operació de manteniment de la pau a Bòsnia i Hercegovina, creada a partir de desembre de 2004. Segueix a una operació de l'Organització del Tractat de l'Atlàntic Nord (OTAN). Forma part dels acords de Berlin Plus que permeten ús dels actius i capacitats de l'OTAN. Aquesta és la darrera operació realitzada en aquest context. Es basa en l'acció comuna 2004/570/PESC del Consell del 12 juliol de 2004. |
| 2008  | Somàlia                  | EUNAVFOR Atalanta | #Resolució 1816 #Resolució 1838 | Intervenció de l'EUNAVFOR davant la costa de Somàlia. Es posa en marxa per l'acció communa 2008/851/PESC del Consell de 10 de novembre de 2008 · . |
| 2010  | Somàlia                  | EUTM Somalia      |                                 | Missió de formació de l'exèrcit somali. Posada en marxa per la decisió 2010/197/PESC del Consell del 31 de març de 2010. |
| 2013  | Mali                     | EUTM Mali         |                                 | Missió de formació de l'exèrcit malià. Posada en marxa per la decisió 2013/34/PESC del Consell del 17 de gener de 2013 · . |
| 2015  | Mediterrània             | EU Navfor Med     |                                 | Operació aeronaval al llarg de Líbia Posada en marxa per la decisió 2015/972/PESC del Consell del 22 de juny de 2015 · . |
| 2016  | República Centreafricana | EUTM RCA          |                                 | Missió militar de formació de l'exèrcit centrafricà. Posada en marxa per la decisió 2016/1137/PESC del Consell del 12 de juliol de 2016. |

### Operacions civils
La Unió Europea dirigeix deu missions civils de gestió de crisi sota la PSDC. Cobreixen quatre àrees geogràfiques: el Balcans antiques Repúbliques Socialistes Soviètiques, l'Orient Mitjà i Àfrica.
| Inici | Zona d'operació    | Nom                    | Mandat ONU      | Naturalesa |
| ----- | ------------------ | ---------------------- | --------------- | --- |
| 2005  | Moldàvia · Ucraïna | EUBAM Moldàvia/Ucraïna |                 | Missió d'Assistència per vigilar les fronteres de Moldàvia i Ucraïna. Es basa en el protocol d'acord de 7 d'octubre de 2005 entre la Comissió, Moldàvia i Ucraïna. |
| 2005  | Palestina · Israel | EUBAM Rafah            |                 | Missió d'Assistència al pas fronterer de Rafah. Posada en marxa per l'acció comuns 2005/889/PESC. |
| 2006  | Palestina          | EUPOL COPPS            |                 | Missió d'entrenament per a serveis de policia palestina als territoris palestins (actualment només a Cisjordània). Posada en marxa per l'acció comuna 2005/797/PESC del 14 de novembre de 2005. |
| 2008  | Kosovo             | EULEX Kosovo           | #Resolució 1244 | Missió per enfortir les capacitats policials, de justícia i duaneres de Kosovo. Comprèn unes 3000 persones (incloent 1900 experts internacionals). Adoptada per l'acció comuna 2008/124/PESC de 4 de febrer de 2008, modificada i prorrogada per la decisió 2012/291/PESC de 5 de juny de 2012 i prorrogada novament per la decisió 2014/349/PESC de 12 de juny de 2014. |
| 2008  | Geòrgia            | EUMM Georgia           |                 | Missió d'observació de cessació del foc entre els separatistes i el govern. Creada per l'acció comuna 2008/736/PESC. |
| 2012  | Somàlia            | EUCAP Nestor / Somalia |                 | Missió de reforçament de les capacitats marítimes regionals dels Estats de la Banya d'Àfrica i a l'Oceà Índic occidental. La missió EUCAP Nestor, adoptada per la decisió 2012/389/PESC, fou reanomenada EUCAP Somalia per la decisió (PESC) 2016/2240 de 12 de desembre de 2016.                                                                                        |
| 2012  | Níger              | EUCAP SAHEL Niger      |                 | Missió de reforçament de capacitat, en assistència de les forces de seguretat del Níger, en la lluita contra el terrorisme i el crim organitzat. Fou posada en marxa per la decisió 2012/392/PESC |
| 2013  | Líbia              | EUBAM Libya            |                 | Missió de suport i assistència fronterera a Líbia. Creada per la decisió 2013/233/PESC de 22 de maig de 2013. |
| 2014  | Ucraïna            | EUAM Ucraïna           |                 | Missió d'assessorament a les forces de seguretat internes d'Ucraïna. Creada per la decisió 2014/486/PESC de 22 de juliol de 2014. |
| 2015  | Mali               | EUCAP SAHEL Mali       |                 | Missió de suport a les capacitats internes malianes. Posada en marxa per la decisió 2014/219/PESC del 15 d'abril de 2014 |

## Operacions acabades
Des de la seva origen fins a finals de 2016, la Unió Europea ha realitzat 22 operacions, entre elles 14 missions civils, 7 operacions militars i una operació mixta civil-militar:.

### Operacions militars
| Any inici | Any final | Zona d'operacions               | Nom de l'operació          | Mandat de l'ONU | Naturalesa de l'operació |
| --------- | --------- | ------------------------------- | -------------------------- | --------------- | --- |
| 2003      | 2003      | Macedònia del Nord              | EUFOR Concordia            |                 | Operació d'estabilització a la República de Macedònia amb el suport dels mitjans de comandament de l'OTAN. Aquesta missió reuneix a 400 soldats de 26 països (inclosos 13 europeus) de març a desembre 2003. Acció Comuna 2003/92/PESC del Consell, del 27 de gener de 2003 |
| 2003      | 2003      | R.D. del Congo                  | Operació Artemis           | #Resolució 1484 | Operació Militar d'interposició a Ituri, província de la República Democràtica del Congo (RDC). De juny a setembre 2003, 2200 militars de 17 països podien garantir la seguretat de les persones en l'àrea de la capital regional (Bunia) tot esperant el desplegament dels cascos blaus de la MONUC. Aquesta va ser la primera operació militar de la Unió Europea realitzada fora de les aigües europees i sense l'ús de mitjans de l'OTAN. Acció Comuna 2003/423 / PESC del Consell, 5 de juny de 2003, Decisió 2003/432 / PESC del Consell de 12 de juny de 2003. |
| 2005      | 2007      | Sudan                           | Suport de l'UE a l'AMIS II |                 | Acció de suport civil-militar a la missió de Unió Africana a. Darfur. Acció Comuna 2005/557 / PESC, Consell, de 18 de juliol de 2005 |
| 2006      | 2006      | R.D. del Congo                  | EUFOR RD Congo             | #Resolució 1671 | Operació militar de manteniment de la pau de la MONUC durant les eleccions de 2006 a la República Democràtica del Congo. La missió, encapçalada per l'Estat Major estratègic de Potsdam i un Estat Major tàctic francès, va finalitzar el 30 de novembre de 2006. Acció Comuna 2006/319/PESC del Consell, del 27 d'abril de 2006 |
| 2008      | 2009      | Txad · República Centreafricana | EUFOR Tchad/RCA            |                 | Operació de transició militar a l'est del Txad i nord-est de la República Centreafricana posada en marxa el 28 de gener de 2008, per treballar en estreta coordinació amb la presència de les Nacions Unides a l'est del Txad i el nord-est la República Centreafricana (MINURCAT) per millorar la seguretat en aquestes regions. · Acció Comuna 2007/677/PESC del Consell del 15 d'octubre de 2007 |
| 2011      | 2011      | Líbia                           | EUFOR Libya                |                 | Operació militar d'ajuda humanitària nascuda morta, per manca d'un acord sobre les seves característiques amb l'ONU. Decisió 2011/210/PESC del Consell de l'1 d'abril de 2011 |
| 2014      | 2015      | República Centreafricana        | EUFOR RCA                  |                 | Implementada el 2014 per assegurar la seguretat a la zona de Bangui per a civils i humanitaris. La missió va acabar el 23 de març de 2015. És reemplaçada per la missió EUMAM RCA el 16 de març de 2015. Decisió 2014/73 / PESC del Consell, de 10 de febrer de 2014 |
| 2015      | 2016      | República Centreafricana        | EUMAM RCA                  |                 | Missió d'assessorament militar a l'exèrcit centreafricà. Decisió 2015/442 / PESC del Consell, de 16 de març de 2015 |

### Missions civils
| Inici | Final | Zona d'operació      | Nom                  | Mandat ONU      | Naturalesa |
| ----- | ----- | -------------------- | -------------------- | --------------- | --- |
| 1991  | 2000  | Iugoslàvia           | EUMM Iugoslàvia      |                 | Missió per observar els esdeveniments de l'antiga Iugoslàvia adoptada d'acord amb la Declaració de Brioni de juliol de 1991. |
| 2000  | 2007  | Balcans              | EUMM Balcans         |                 | Missió per observar els esdeveniments en els Balcans després de la missió ECMM. Posada en marxa per l'Acció comuna 2000/811/PESC de 22 de desembre de 2000. |
| 2003  | 2012  | Bòsnia i Hercegovina | EUPM                 |                 | Primera missió llançada oficialment sota la PESD. Operació per enfortir la policia bosniana, substituint la missió de l'ONU a Bòsnia i Hercegovina (UNMIBH) i la Força Internacional de Policia (IPTF) que es descriu a l'annex E dels acords de Dayton]. Aquesta missió comptava fins a 600 empleats. |
| 2003  | 2005  | Macedònia del Nord   | EUPOL Proxima        |                 | Missió de suport a la policia macedònia. |
| 2004  | 2005  | Geòrgia              | EUJUST Thémis        |                 | Missió de suport del procés de transició democràtica a Geòrgia. |
| 2005  | 2007  | R.D. del Congo       | EUPOL Kinshasa       | #Resolució 1493 | Mission de formació de les forces de policia de Kinshasa, capital de la República Democràtica del Congo. - Acció comuna 2006/913/PESC del Consell, de 7 de desembre de 2006 - Acció comuna 2006/868/PESC del Consell, de 30 de novembre de 2006 |
| 2005  | 2016  | R.D. del Congo       | EUSEC RD Congo       | #Resolució 1592 | Mission de consell i d'assistència per ajudar a la reestructuració i la reforma de les forces armades de la RDC. - Acció comuna 2009/709/PESC del Consell de 15 setembre 2009 - Acció comuna 2009/509/PESC del Consell de 25 juny 2009 - Acció comuna 2008/491/PESC del Consell de 26 juny 2008 - Acció comuna 2007/406/PESC del Consell, de 12 juny 2007 - Acció comuna 2005/355/PESC del Consell, de 2 maig 2005 |
| 2005  | 2013  | Iraq                 | EUJUST LEX           |                 | Mission de reforçament de les capacitats judicials. |
| 2005  | 2006  | Indonèsia            | AMM Aceh             |                 | Missió de seguiment a Aceh, després de l'acord entre el govern d'Indonèsia i el grup rebel del Moviment Aceh Lliure. |
| 2005  | 2006  | Macedònia del Nord   | EUPAT Fyrom          |                 | Missió d'assessorament a la policia macedònia després de la missió EUPOL Proxima. |
| 2007  | 2016  | Afganistan           | EUPOL Afghanistan    | #Resolució 1746 | Missió de suport a la police afganesa. |
| 2007  | 2014  | R.D. del Congo       | EUPOL RD Congo       | #Resolució 1493 | Missió de suport a la policia congolesa. Acció comuna 2009/466/PESC del Consell de 15 juny 2009 Acció comuna 2009/769/PESC del Consell de 19 octobre 2009 Acció comuna 2008/485/PESC del Consell de 23 juny 2008 Acció comuna 2008/38/PESC del Consell de 20 de desembre de 2007 Acció comuna 2007/405/PESC del Consell de 12 juny 2007                                                                            |
| 2008  | 2010  | Guinea Bissau        | EU SSR Guinea-Bissau |                 | Missió d'assistència a la reforma de les forces de seguretat. Acció comuna 2009/405/PESC del Consell de 18 maig 2009 Acció comuna 2008/112/PESC del Consell de 12 febrer 2008 |
| 2012  | 2014  | Sudan del Sud        | EUAVSEC South Sudan  |                 | Missió de seguretat aèria Decisió 2012/312/PESC del Consell de 18 juny 2012 |